# Quoth
«Quoth» es un sencillo publicado por Richard D. James bajo su alias "Polygon Window". "Quoth" aparece en el álbum Surfing on Sine Waves. Quoth fue publicado como un sencillo en un vinilo transparente y en CD, acompañado de dos remezclas del tema que da nombre al disco, y dos temas exclusivos que no aparecen en el álbum. El sencillo fue publicado y después eliminado del catálogo de Warp el mismo día.

## Lista de canciones
1. "Quoth" - 5:34
2. "Iketa" - 4:27
3. "Quoth (Wooden Thump Mix)" - 7:52
4. "Bike Pump Meets Bucket" - 5:48
5. "Quoth (Hidden Mix)" - 6:46 (solo en el CD estadounidense y en la primera edición británica, no aparece en la cubierta)